# Incident de Xi'an

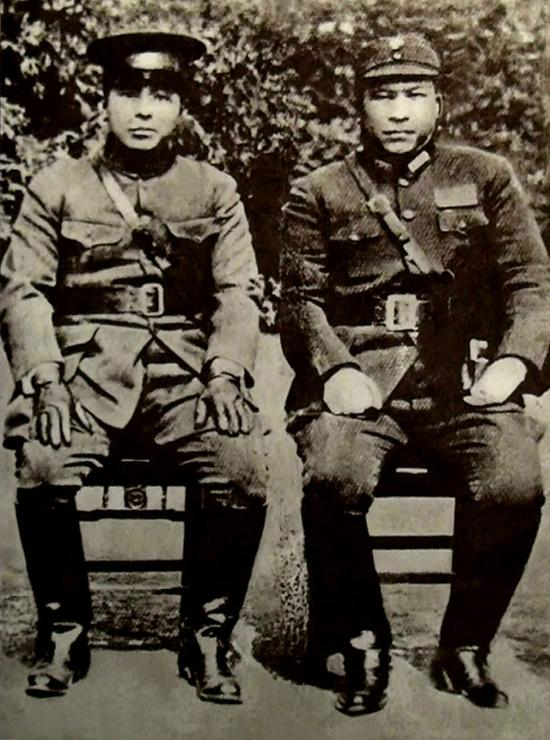
El líder del complot Zhang Xueliang

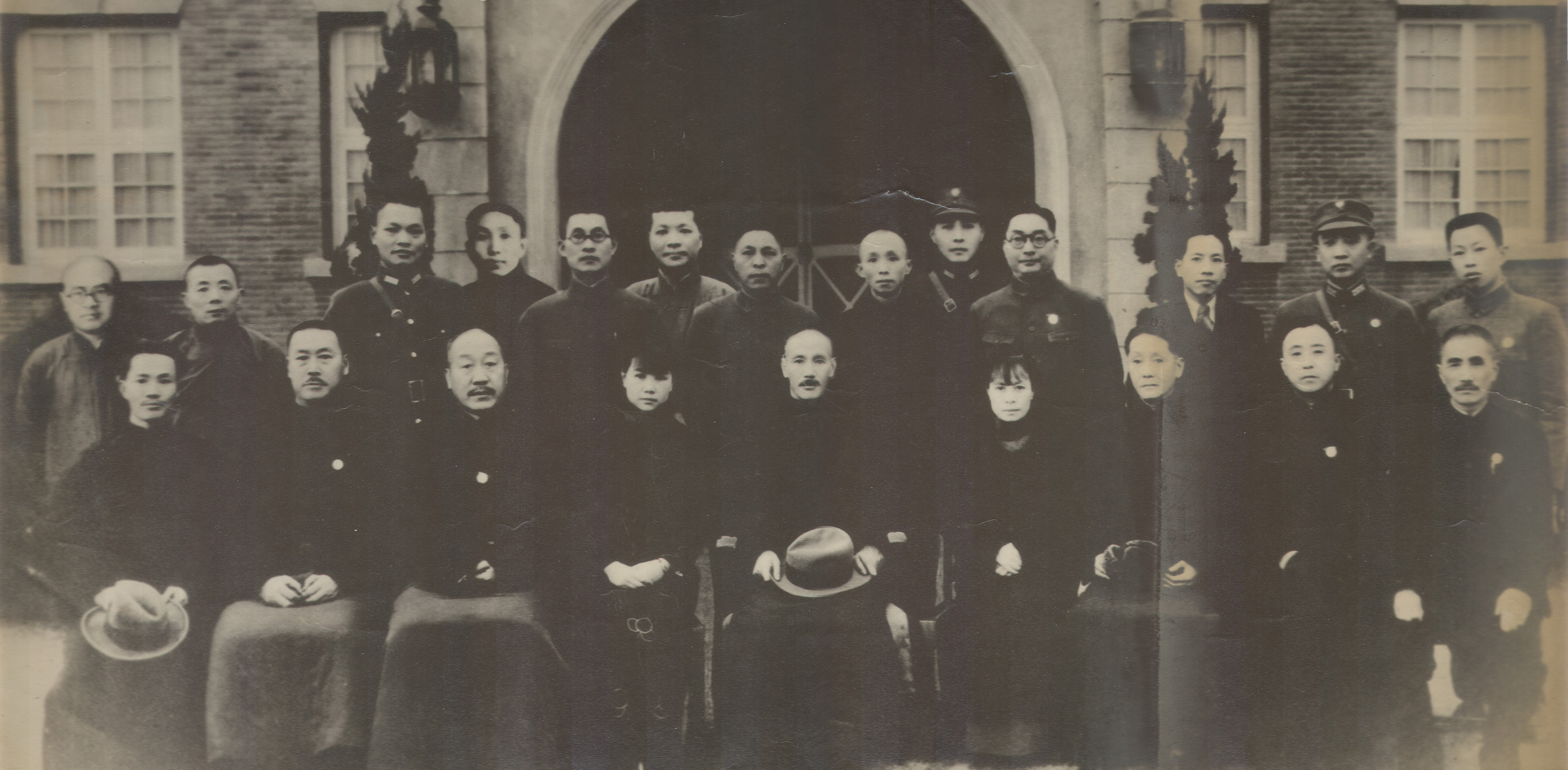
Membres del Kuomintang detinguts

L'Incident de Xi'an (en xinès simplificat: 西安事变; en xinès tradicional: 西安事變; en pinyin: Xī'ān Shìbìan) fa referència a uns fets que es van produir a la ciutat xinesa de Xi'an del 12 al 25 de desembre de 1936 i que van significar un gir important en la política del Kuomintang.
El militarisme japonès anava expansionant-se per la Xina: annexió de Manxúria i creació d'un estat titella amb Puyi al capdavant; bombardeig de la ciutat de Xangai per part de la marina japonesa(gener de 1932); “Operació Nekka” amb la qual l'Imperi Japonès, després d'atacar l'extrem est de Gran Muralla, va ocupar la província mongola de Rehe sense que el senyor de la guerra Zhang Xueliang pogués impedir-ho (1933), el mateix any, tropes japoneses ataquen Mongòlia Interior, Hebei és annexionat i es crea un govern titella col·laboracionista i, nova invasió de Mongòlia Interior, donant suport als independentistes (1936).
Chiang Kai-shek malgrat les provocacions nipones, conscient de la debilitat de l'exèrcit xinès i adonant-se que els possibles suports internacionals estaven més preocupats per l'ascens del nazisme i el feixisme, no desitjava una declaració de guerra contra l'imperi japonès; abans volia acabar amb els insurgents comunistes en una nova campanya (evitant haver de lluitar contra dos enemics simultàniament). La seva prioritat era acabar amb l'enemic interior. Zhang Xueliang responsable de perseguir les forces del Partit Comunista Xinès que havien sofert la Llarga Marxa i concentrades principalment a la zona de Hebei, Henan i Anhu. El Jove mariscal no estava gens d'acord amb l'estratègia del Generalíssim; anticomunista convençut, odiava els japonesos (entre altres motius per l'assassinat del seu pare i l'ocupació de Manxúria) i desitjava, tanmateix, una aliança entre comunistes i nacionalistes per tal de lluitar conjuntament contra els invasors estrangers. Chiang s'oposava obertament a la creació d'un front comú (Mao, malgrat les instruccions de la Kommintern també n'era contrari, al principi, a un pacte, creient que l'exèrcit japonès acabaria exèrcit nacionalista, facilitant després la revolució comunista). A començaments de desembre de 1936 Chiang viatjà a Xi'an, per tal de preparar personalment l'encerclament definitiu de les forces comunistes i acabar amb la inactivitat de les forces nacionalistes. Arribà, confiat, el dia 4; la seva protecció en la seva residència va ser mínima i les tropes fidels a Zhang Xueliang, després d'uns trets (amb morts) i la fuita de Chiang, el van detenir en un bosc proper on s'havia amagat ferit. Stalin s'indigna per aquest fet. Assabentades del fet, tropes nacionalistes, sota les ordres de He Yingqin, es van preparar per a combatre Zhang. Chiang es negà rebre Zhou Enlai, considerant que no es podia rebaixar a fer tractes amb “bandits”. Finalment, pressionat per la possibilitat d'una divisió irreversible de les forces nacionalistes, per seva esposa Soong Mei-ling i amb la promesa que al seu fill Chiang Ching-kuo, retingut a l'URSS, li seria permès tornar a la Xina, va concedir una entrevista a Zhou i van arribar a un acord, el dia 24 de desembre. Mao i Chiang obliden, de moment, les seves diferències. Encara avui en dia dura la controvèrsia en el denominat Incident de Xi'an. Per a uns historiadors Zhang va actuar mogut per ambicions personals; aprofitant els moments difícils que vivia Chiang, el volia assassinar amb la col·laboració dels comunistes i convertir-se en el líder màxim dels nacionalistes (el front comú seria la seva fita principal); per altres, els que pretenia era la unitat dels xinesos contra l'invasor estranger (i gràcies a l'aliança amb els comunistes assegura el suport financer i militar de l'URSS interessada a mantenir les tropes japoneses allunyades de Mongòlia i allunyat així el perill d'una invasió). Chiang va perdonar a Zhang (a diferència d'altres implicats que van ser condemnats a mort, com el general Yang Hucheng l'altre líder del complot la família del qual també va ser represaliada) però va sofrir arrest domiciliari fins a l'any 1961. Més endavant, les autoritats taiwaneses li van permetre (amb la seva esposa Chao Yi-ti) anar a Hawaii. En el seu aniversari va ser felicitat tant pel govern de Taiwan com pel de la República Popular de la Xina. Segons diverses opinions, el diferent tracte que van rebre els principals implicats en el segrest es devia a les bones relacions que Zhang tenia amb l'esposa de Chiang, Song Meiling mentre que Yang va continuar criticant la política de Chiang
L'any 1981, es va estrenar una pel·lícula sobre l'Incident de Xian, “Xian shi bian”, dirigida per Yin Cheng amb els actors: Yue Gu (interpretant Mao Zedong), Ange Jin (Zhang Xueliang), Fu Lu (Peng Dihuai), Tiecheng Wang (Zhou Enlai) i Jing Xin (Yang Hucheng)